# Milan Voračka (1944)
Milan Voračka (* 11. května 1944) je bývalý československý basketbalista, účastník Mistrovství světa v basketbalu mužů 1970, trenér a sportovní funkcionář. Je zařazen na čestné listině mistrů sportu.
V československé basketbalové lize odehrál celkem 18 sezón v letech (1961-1979). Hrál 4 sezóny (1961-1965) za Spartak Tesla Žižkov, 10 sezón (1965-1969, 1971-1977) za tým Spartak Sokolovo / Sparta Praha, 2 sezóny (1969-1971) za RH Pardubice a 2 sezóny (1977-1979) za Slavia VŠT Košice. Se Spartou Praha získal 5 bronzových medailí za třetí místa (1966 až 1969 a 1976). V československé basketbalové lize (po zavedení podrobných statistik zápasů - od sezóny 1962/63) zaznamenal 8305 bodů a umístil se na 6. místě v historické tabulce střelců československé ligy.
Za reprezentační družstvo Československa hrál na předolympijské kvalifikaci 1968 (Sofia) s umístěním na 4. místě, když ve 3 zápasech zaznamenal 31 bodů. Dále hrál na Mistrovství světa 1970 (Lublaň), kde Československo skončilo na 6. místě a v 5 zápasech zaznamenal 21 bodů. Celkem má na svém kontě 94 reprezentačních startů. 
Jeho syn Milan Voračka (1977) hrál českou basketbalovou ligu a poté je trenérem a funkcionářem v oddíle basketbalu Sokol Pražský.

## Hráčská kariéra

### Kluby
- 1961-1965 Spartak Tesla Žižkov - 6. místo (1964), 2x 8. místo (1962, 1965), 9. místo (1963), v průběhu sezóny 1965/66 přestup do Sparty
- 1965-1969 Sparta Praha - 4x 3. místo (1966, 1967, 1968, 1969)
- 1969-1971 RH Pardubice - 4. místo (1970), 7. místo (1971)
- 1971-1977 Sparta Praha - 3. místo (1976), 2x 4. místo (1972, 1973), 2x 6. místo (1974, 1975), 7. místo (1977)
- 1977-1979 Slavia VŠT Košice - 7. místo (1978), 12. místo (1979)
- Československá basketbalová liga celkem 18 sezón (1961-1979), 8305 bodů (6. místo v historické tabulce střelců 1962-1993) a 5 medailových umístění - 5x 3. místo (1966, 1967, 1968, 1969, 1976)

### Československo
- Předolympijská kvalifikace 1968 Sofia, (31 bodů ve 3 zápasech), Československo na 4. místě
- Mistrovství světa 1970 Lublaň (21 bodů /5 zápasů) 6. místo

Celkem 94 utkání za reprezentační družstvo Československa.

## Trenér a funkcionář
- Sokol Pražský